# Club Universidad de Chile
Club Universidad de Chile (eller bare Universidad de Chile) er en chilensk fodboldklub fra hovedstaden Santiago. Klubben spiller i landets bedste liga, Primera División de Chile, og har hjemmebane på stadionet Estadio Nacional. Klubben blev grundlagt den 24. maj 1927, og har siden da vundet 18 mesterskaber, 1 Copa Sudamericana og 5 pokaltitler.
Universidads største rivaler er en anden Santiago-klub, Colo-Colo, der dog traditionelt har været overlegen i forhold til Universidad.

## Titler
- Chilensk mesterskab (18): 1940, 1959, 1962, 1964, 1965, 1967, 1969, 1994, 1995, 1999, 2000, 2004 Apertura, 2009 Apertura, 2011 Apertura, 2011 Clausura, 2012 Apertura, Apertura 2014, Clausura 2017

- Chilensk pokalturnering (6): 1979, 1998, 2000, 2013, 2015, 2024

- Copa Sudamericana (1): 2011

## Kendte spillere
- Faustino Asprilla
- Carlos Campos
- Luis Eyzaguirre
- Rubén Marcos
- Manuel Pellegrini
- Leonardo Rodríguez
- Arturo Salah
- Marcelo Salas
- Leonel Sánchez
- Eduardo Simián
- Jorge Socías
- Jorge Spedaletti
- Eduardo Bonvallet
- Ronald Fuentes
- Rogelio Delgado
- Mauricio Pinilla
- Raúl Ruidíaz
- Eduardo Vargas
- Patricio Yáñez
- David Pizarro
- Manuel Iturra
- Alberto Quintano
- Ángelo Henríquez
- Walter Montillo
- Juan Manuel Olivera